# Minaçu
Minaçu este un oraș în Goiás (GO), Brazilia.